# Kulturní atraktor
Pojem kulturní atraktor vzniknul spojením slova kultura (z latinského cultura), se slovem atraktor (anglicky attractor, z původně latinského attrahere - přitahovat). Nejčastěji je uplatňován v sociologii. Podle francouzského vědce Dana Sperbera znamená stav, který v sobě lidé mají předem zakódovaný, a jejich mysl je k němu vede podvědomě. Podle Henryho Jenkinse je kulturním atraktorem aktivita, podnět či jednání, které přitahuje pozornost k jevu, který daný atraktor vyvolal.

## Poznatky Dana Sperbera
Sperber vychází z modelu kulturních změn od Charlese Darwina, přesněji z myšlenky evoluce. Zaměřuje se na zkoumání rozdílu mezi kulturním/mentálním a biologickým vývojem člověka. Zjistil, že jednotlivé lidské orgány jsou na sebe napojeny jako třeba oči, křídla, mozek, nicméně svět vnímáme i jednotlivě - v každý okamžik jinak. Proto existuje tolik variant atraktorů.
Kulturní atraktory se nejčastěji vyskytují ve spojitosti s určitým dějem či situací a jsou ovlivňovány kulturním kontextem. Z toho důvodu neexistuje pouze jeden správný cíl. Naopak, správných cílů je hned několik a to, ke kterému z řešení se jedinec dopracuje, záleží právě na kontextu a také na počtu atraktorů v jeho mysli. Sperber vnímá kulturu jako proměnlivý shluk komunikace a mentálna a vzhledem k tomu, že kulturní atraktory jsou na kulturním vnímání závislé, jsou proměnlivé i ony.
Samotná existence kulturních atraktorů je Sperberem přičítána tomu, že lidé vnímají svět s všudypřítomnými předsudky, které ovlivňují způsob, jakým interpretují, případně reprodukují chování nebo ideje. Právě tyto předsudky a fakt, že se vyskytují napříč celou společností, jsou důvodem vzniku kulturních atraktorů, jako jsou například kulatá čísla či nadpřirozené bytosti.

## Studie a praxe
Vysvětlení atraktorů lze uvést na příkladu šťastného konce v pohádce O Červené karkulce. V případě, že by byl změněn tak, aby pohádka končila snědením Karkulky, měla by nová verze o poznání méně příznivců než ta se šťastným koncem. I přesto by si čtenář automaticky představoval původní šťastný konec, který by byl v jeho mysli jedním z mnoha kulturních atraktorů. Pokud by se čtenář rozhodl příběh v tragické verzi převyprávět, upravil by jej, aby končil šťastně – došlo by k atrakci – nebo by jej vůbec nechtěl předávat dále – došlo by k selekci.
Koncept kulturního atraktoru se testuje i v praxi. Empirická studie, která proběhla na čtyřech vysokoškolských kolejích, odhalila, že postoje účastníků byly nejvíce podobné postojům těch, kteří žili v jejich největší blízkosti. Tento výsledek ukazuje, že intrapersonální procesy přispívají ke kulturní evoluci stejně, jako ty interpersonální.
Dále byla provedena studie sociálního učení, kdy byl pro účastníky zorganizován počítačový turnaj, ve kterém jednak probíhaly pokusy, kdy se účastníci učili podle ostatních nebo asociálními pokusy (tj. metoda pokus-omyl). Bylo prokázáno, že strategie silně založené na napodobování ostatních byly velmi úspěšné a sociální učení bylo shledáno výhodným, protože jedinci často demonstrovali chování vedoucí k nejvyšší odměně, čímž nezáměrně filtrovali informace pro ty, kteří je kopírovali.

### Výskyt
Kulturní atraktor se nejčastěji objevuje v souvislosti se sociologií. Dále spojuje i poznatky z odvětví jako biologie, neurověda, lingvistika, filozofie či antropologie. Vzhledem k tomu, že pojednává o tom, co se děje v lidské mysli během každodenních situací, jde také o součást tzv. kognitivní vědy, která zkoumá dosud nepoznané části lidské mysli.

## Kulturní aktivátor
S pojmem kulturní atraktor úzce souvisí kulturní aktivátor. Zatímco kulturní atraktor má získat pozornost lidí, kulturní aktivátor jim dá činnost, které se mají účastnit. Jako příklad lze uvést lidi, kteří v současné společnosti již nechtějí být pouhými pasivními konzumenty médií, ale chtějí se aktivně zapojit a tvořit obsah. V tomto případě bude například nabídka možnosti zapojení se do soutěže. Kulturní aktivátor využila i populární série filmů Matrix, která všechny informace potřebné k pochopení pointy nedala pouze do filmů, ale i do bonusových materiálů a bylo nutné, aby diváci zhlédli všechno a informace si v hlavě utřídili sami. Nicméně, film Matrix funguje ale i jako kulturní atraktor.
Pierre Lévy dokonce spekuluje o tom, že v budoucnu dojde k setření hranic mezi konzumenty a producenty umění a všichni se budou podílet na udržení jedné umělecké aktivity, kterou Lévy hodnotí jako kulturní atraktor, který sbližuje a vytváří společný podklad pro rozmanité komunity.

## Meme
Blízko ke kulturnímu atraktoru má rovněž fenomén "meme", který Sperber vnímá jako kulturní transmisi, která dokáže replikovat sebe sama. Důvod, proč meme zůstává přibližně stejné i přesto, že je interpretováno znovu, není to, že by bylo bezchybně replikováno, ale to, že gravituje ke kulturním atraktorům, tedy známým a úspěšným kouskům kultury, které jsou v současné době masových médií a internetu téměř všudypřítomné. Tyto kulturní atraktory jsou relevantní pro lidské porozumění světu a přitahují pozornost i přesto, nebo možná hlavně když, lidé úplně nerozumí tomu, co a o čem jsou, zkrátka, když jsou matoucí.